# Korobowo (Kaliningrad, Krasnosnamensk)
Korobowo (russisch Коробово, deutsch Karohnen) ist ein aufgegebener Ort im Rajon Krasnosnamensk der russischen Oblast Kaliningrad.
Es sind dort noch einige Gebäude vorhanden (Stand 2021), etwaige Bewohner sind vermutlich dem zwei Kilometer südwestlich gelegenen Ort Sorokino (Groß Skaiskirren/Großschirren) zuzuordnen.

## Geschichte
Kar(r)ohnen war im 18. Jahrhundert ein königliches Dorf. Im Jahr 1874 wurde die Landgemeinde Karohnen dem neu gebildeten Amtsbezirk Rautenberg im Kreis Ragnit zugeordnet. 1928, inzwischen im Kreis Tilsit-Ragnit, wurde der Gutsbezirk Groß Skaisgirren an die Landgemeinde Karohnen angeschlossen.
In Folge des Zweiten Weltkrieges kam der Ort mit dem nördlichen Ostpreußen zur Sowjetunion. 1947 bekam das ursprüngliche Karohnen den russischen Namen Korobowo und wurde gleichzeitig dem Dorfsowjet Tolstowski selski Sowet im Rajon Krasnosnamensk zugeordnet. Später gelangte der Ort in den Wesnowski selski Sowet. Auf einer Karte von 1984 wurde Korobowo als unbewohnt bezeichnet und vor 1988 aus dem Ortsregister gestrichen.

### Einwohnerentwicklung
| Jahr | Einwohner | Bemerkungen                             |
| ---- | --------- | --------------------------------------- |
| 1867 | 43        |                                         |
| 1871 | 64        |                                         |
| 1885 | 79        |                                         |
| 1905 | 72        |                                         |
| 1910 | 77        |                                         |
| 1933 | 161       | Mit dem eingemeindeten Groß Skaisgirren |
| 1939 | 175       |                                         |

## Kirche
Karohnen gehörte zum evangelischen Kirchspiel Rautenberg.